# Minarelli
Motori Minarelli S.p.A. je italijansko podjetje, ki ga je ustanovil Vittorio Minarelli v Bologni leta 1951. Podjetje ima korenine v podjetju Fabbrica Bolognese Motocicli (FBM). Podjetje je sprva proizvajalo lahke motocikle, kasneje pa so se specializirali v proizvodnjo pogonskih motorjev za motocikle drugih proizvajalec. 
V 1970ih je Minarelli proizvajal po 250 000 motorjev na leto, v 1990ih je proizvodnja dosegla 450 000 motorjev na leto. Podjetje je od leta 2002 del Yamahe. 